# Teočin
Teočin (en serbe cyrillique : Теочин) est un village de Serbie situé dans la municipalité de Gornji Milanovac, district de Moravica. Au recensement de 2011, il comptait 570 habitants.

## Démographie

### Évolution historique de la population
| 1948  | 1953  | 1961  | 1971  | 1981 | 1991 | 2002 | 2011 |
| ----- | ----- | ----- | ----- | ---- | ---- | ---- | ---- |
| 1 362 | 1 317 | 1 178 | 1 081 | 980  | 771  | 690  | 570  |

|  |